# Salamandra lanzai
Salamandra lanzai (лат.) — вид хвостатых земноводных из семейства настоящие саламандры. Видовое название дано в честь итальянского герпетолога Бенедетто Ланца.
Этот вид встречается только на очень небольшой площади в западных Альпах на границе Италии и Франции. Он встречается в долинах рек По, Пелличе и Германаска в Италии, и в долине реки Гиль во Франции. Изолированная популяция была недавно обнаружена в долине Чизоне, Италия.
Тело чёрного окраса, длиной 11—16 см. Голова плоская, хвост закруглённый или заострённый.
Саламандры активны преимущественно ночью и питаются насекомыми, пауками, личинками, равноногими, моллюсками и дождевыми червями.